# Francesc Banyeres i Torres
Francesc Banyeres i Torres (Barcelona, 1786 - Santiago de Compostela, 1863) va ser un músic català del segle xix conegut com a flautista i compositor.

## Estudis
Es dedueix que va estudiar a l'Escolania de Montserrat on va rebre la major part de la seva educació musical, en edat primerenca.
Als 14 anys Banyeres i Torres va tocar a l’orquestra del Teatre de Barcelona com a flautista. Era un dels teatres on s'hi representava òpera, més importants de la ciutat. Als 18 anys va ser nomenat músic major d'un regiment d'infanteria. Més tard va anar a Milà per completar els seus estudis i va exercir la plaça de primer flautista del Teatre de La Scala.

## Dedicació
De retorn a Espanya va tornar a ser músic major de l'exèrcit, arribant a convertir-se en un dels músics més coneguts de la seva època. Va participar en la Guerra de la Independència a Girona. Posteriorment, va ser protegit pel monarca Ferran VII, el qual el va nomenar director i músic del règim fins que es va enemistar amb ell i va ser destituït amb la concessió de retirada. No obstant això, les seves relacions amb la monarquia foren bones, inclús el rei Lluís de Portugal el nomenà cavaller de la reial ordre del Nostre Senyor Jesucrist.
Als 45 anys es trasllada a Galícia on acabarà la seva carrera. Entre les diverses feines que va tenir allà hi ha: la de primer flautista de la catedral de Santiago, mestre de música al convent de Sant Martí, organitzador de diverses bandes i mestre director de la Banda de la Casa de Beneficencia de Santiago.
Va dedicar els seus últims anys a la composició, amb obres com Canciones al nacimiento de N. Sr. Jesucristo (una espècie de drama sacre amb textos de poetes gallecs) i Explicaciones de música para la enseñanza de la Casa Hospicio de Santiago (1848). També se li atribueix el Himno de Riego.

## Obres
- Canciones al nacimiento de N. Sr. Jesucristo
- Explicaciones de música para la enseñanza de la Casa Hospicio de Santiago
- Himno de Riego (1820)